# District de Chhota Udaipur
Le district de Chhota Udaipur (gujarati : છોટાઉદેપુર ઉદયપુર) est un district de l'état du Gujarat en Inde formé le 26 janvier 2013 avec des parties du district de Vadodara et du district de Panchmahal.

## Géographie
Le district a une population de 961 190 habitants pour une superficie de 3 087 km2.
Le chef-lieu est à 110 km de Vadodara et il est à la frontière de l'état du Madhya Pradesh. 
Le district est créé pour faciliter la décentralisation et faciliter l'accès aux services gouvernementaux
,. Sa création, annoncée dans la perspective des élections à l'Assemblée du Gujarat en 2012, a été également vue par les médias et les analystes politiques comme une stratégie du gouvernement pour attirer les votes tribaux. 
Chhota Udepur est le troisième district à dominante tribale de l'est du Gujarat avec le district de Narmada et le district de Tapi,.